# Бригада
 Тази статия е за военното съединение.  За партията в България вижте Бригада (партия).  
Бригадата е тактическо войсково съединение от състава на Въоръжените сили на много държави. По бойния си състав заема положение между полка и дивизията. Организационно включва в състава си:
- Бригада от Сухопътни войски: няколко батальона (полка) и подразделения за тилово и техническо обслужване.
- Бригада от Военновъздушните сили: няколко ескадрили и подразделения за тилово и техническо обслужване.
- Бригада от Военноморските сили: няколко дивизиона кораби или кораби.
- Бригада от Войските на ПВО: няколко дивизиона и подразделения за тилово и техническо обслужване.